# Helen Spitzer Tichauerová
Helen Spitzer Tichauerová, nepřechýleně Helen Tichauer, rozená Spitzer (10. listopadu 1918 Bratislava – 6. července 2018 New York), byla grafička a lidskoprávní aktivistka, která přežila holocaust. Narodila se v Pozsony v Rakousku-Uhersku (nyní Bratislava, Slovensko). Byla unesena SS a držena v táborech smrti v Polsku. Po válce žila v táborech pro vysídlené osoby v Německu. Tam se oženila s Erwinem Tichauerem, tehdy šéfem bezpečnosti jejího tábora. Organizace spojených národů vyzvala Helen a Erwina na několik humanitárních projektů. Erwin Tichauer také působil jako profesor bioinženýrství na University of New South Wales a New York University .

## Pobyt v Auschwitzu
Byla jednou z prvních žen poslaných do Osvětimi na začátku roku 1942. Nakonec Osvětimské táborové úřady objevily Heleniny dovednosti grafické návrhářky, které ji zachránily před zabitím, a dokonce jí umožnily relatvině volný pohyb po táboře, a dokonce příležitostné výlety mimo tábor. Několik historiků použilo Tichaueřin popis života v Osvětimi. Konrad Kwiet přispěl biografií Helen v kapitole knihy „Approaching an Auschwitz Survivor“. Profesor historie Konrad Kwiet, který přežil 2. světovou válku jako dítě, napsal, že Helen pro něj byla jako jeho matka.
Tichauer hrála v ženském orchestru v Osvětimi, který hrál při příjezdu vlaků s vězni, kteří měli jít přímo do plynových komor. Orchestr hrál uklidňující hudbu, takže vězni, kteří nevěděli, že mají zemřít, byli klidnější.
Úřady tábora se pokusily evakuovat tábor a zničit důkazy svých zločinů, když se blížily armády Sovětského svazu. Spitzerová a její kamarád David Visnia během pochodu smrti do jiného tábora dokázali svým hlídačům utéct. Na několik let však ztratili přehled jeden o druhém, a když měli o sobě znovu zprávy, Helen už byla vdaná a David ženatý.

## Život s Erwinem Tichauerem
Vdala se za Erwina Tichauera, šéfka bezpečnosti v táboře vysídlených osob ve Feldafingu. Erwin Tichauer byl akademikem a profesorem bioinženýrství na University of New South Wales a University of New York. Helen s ním žila až do jeho smrti v roce 1996.Pár se účastnil projektů Spojených národů v Peru, Bolívii a Indonésii. Podle časopisu The New York Times „Paní Tichauerová během svých cest pokračovala v učení se novým jazykům a využívání svých návrhářských dovedností na pomoc lidem v nouzi, zejména těhotným ženám a novým matkám.“ Neměli spolu děti.

## Vztah s Davidem Wisniou
V prosinci 2019 The New York Times publikoval článek o dříve nezdokumentovaném aspektu jejího života v Osvětimi – pětadvacetiletá Helen měla v Osvětimi sedmnáctiletého milence Davida Wisnia. Zasnoubili se a plánovali se setkat a oženit se, pokud by přežili válku. 
Wisniova první práce v Osvětimi byla vyprořtování  těl vězňů, kteří spáchali sebevraždu skokem na elektrifikované ploty tábora. Stráže, které se dozvěděly, že je skvělý zpěvák, ho začaly vyzývat, aby jim zpíval. Později byl přesunut na práci jako obsluha koupelny v sauně pro hlídače.
Helen se s ním setkala a využila důvěry ostrahy tábora k zajištění soukromí pro styky s Davidem. Dvojice si domluvila, že se pokusí setkat, pokud oba přežijí válku.
Wisnia neřekl svým dětem a vnoučatům, že měl milenku, když byl v Osvětimi a Helen to neřekla jejím životopiscům. The New York Times popsaly, že Wisnia a Tichauer měli závěrečnou schůzku na konci jejího života. Wisnia se jí zeptal, zda využila  důvěry ostrahy tábora, aby mu pomohla přežít tábor smrti, a potvrdila, že byla schopna zabránit jeho odeslání do vyhlazovacího tábora pětkrát.